# Грудинка

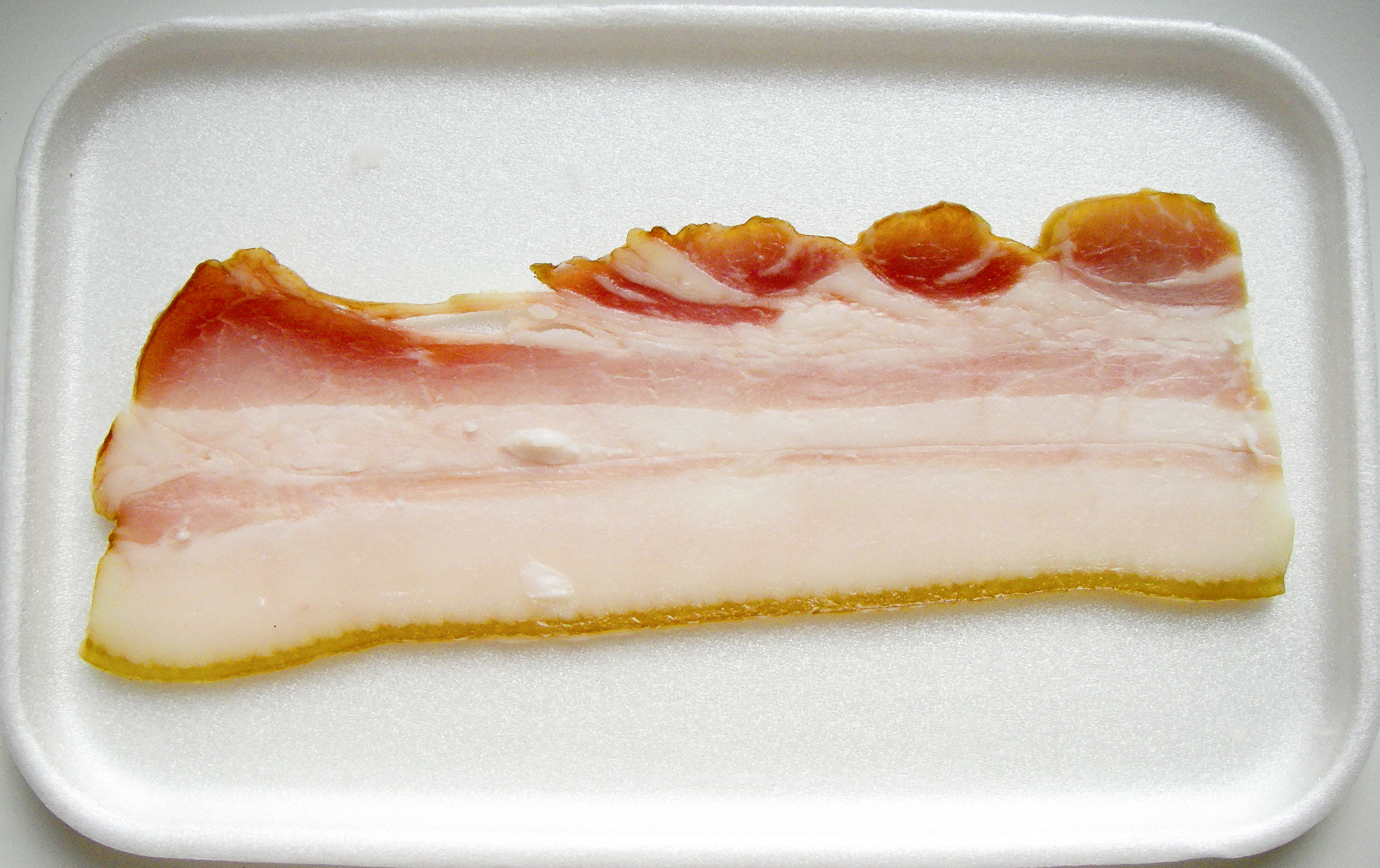

Груди́нка — копчёный мясопродукт, близкий к бекону, изготавливаемый из посоленного грудорёберного отдела туш — говяжьей, бараньей или нежирной свиной (беконной или мясной упитанности). Применяется как ингредиент для холодных закусок, борща, гороховых и фасолевых супов, грудинку также поджаривают с яичницей. Придаёт блюдам копчёный вкус, тепловая обработка перед употреблением не обязательна.
Производство копчёной (или копчёно-варёной) грудинки ничем не отличается от изготовления окороков, хранение производят в холодном месте без доступа света.
Грудинкой также называют грудорёберную часть туши.